# Исаврия
Иса́врия (др.-греч. Ἰσαυρία) — название в античной географии труднодоступного изолированного региона южной Малой Азии, границы которого существенно менялись в разные исторические периоды, но, в основном, включали большую часть современной турецкой провинции Конья и центральную часть Тавра.
Название района происходит от воинственного племени исавров (исаврян) и их поселений Старая Исавра (др.-греч. Ίσαυρα Παλαιά) и Новая Исавра (др.-греч. Ίσαυρα Νέα). В период римской оккупации они не были окончательно покорены, совершая разбойные нападения на соседние области.

## Расположение
Согласно Страбону, Исаврия являлась частью Ликаонии, однако современные исследователи указывая, что исавры, достаточно прославленные в истории, заслуживают отдельной области, рассматривают Исаврию как отдельный район Малой Азии, расположенный между Писидией, Ликаонией, Киликией и Фригией. Центр Исаврии находился постоянно к северу от Таврского хребта, южнее Коньи и Листры.
Помимо указанных выше, Исаврия включала в себя следующие города: Лалассис, Клибанус, Караллия и Бусмасдис.

## История
Когда в IV веке до н. э. Пердикка, македонский регент после смерти Александра Великого, осадил хорошо укреплённую столицу Исаврии, её жители предпочли сжечь город.

### Римское владычество
Исавры, которые то держатся спокойно, то причиняют большие беспокойства
неожиданными набегами, стали изредка предпринимать разбойничьи нападения и,
становясь благодаря безнаказанности всё более и более наглыми, перешли
от разбоев к настоящей войне. Мятежный дух возрастал в их буйных движениях
уже давно; но, как они заявляли, их поднял взрыв негодования в ответ на то,
что несколько их земляков, взятых в плен, были вопреки обычаю брошены в
амфитеатр на съедение диким зверям в писидийском городе Иконии.
 ...так и эти люди спустились, как вихрь, со своих недоступных и крутых гор и
устремились в приморские местности. Скрываясь там в излучинах дорог и ущельях;
с приближением ночи — а луна была ещё в первой фазе и потому светила ещё не
полным блеском — высматривали они мореходов. Когда же они замечали, что команды
судов объяты сном у якорных канатов, то подползали на четвереньках, осторожно шагая,
влезали в лодки и неожиданно появлялись на кораблях. Корысть разжигала их свирепость:
они не щадили даже сдававшихся и, перебив всех до одного человека, грабили дорогие
товары, как ничего не стоящие предметы, не встречая никакого сопротивления.
Когда в начале I века до н. э. римляне впервые столкнулись с исаврами, они рассматривали Киликию Трахею как часть Исаврии, которую они, таким образом, продолжали до Средиземного моря, и это расширенное понимание использовалось в течение двух столетий. Весь бассейн реки Каликадн считался исаврийским, а города в её южном течении образовывали так называемый Исаврийский Декаполис.
В 76—75 годах до н. э. Исаврия частично перешла под римский контроль. В войне киликийских пиратов против Рима исаврийцы приняли такое активное участие, что проконсул Публий Сервилий посчитал нужным преследовать их в их укреплённых крепостях, подчинив весь народ, приняв за это агномен Исаврик. В начале I века н. э. Исаврия стала частью владений короля Галатии Аминты, однако, вероятно, исавры при этом сохраняли свои воинственные привычки и некоторую независимость. В попытке усмирить исавров Аминта погиб. Римляне, неспособные защитить соседние области от набегов, были вынуждены окружить Исаврию кольцом крепостей, что, однако, не привело к значимым результатам.
Около III века исавры и киликийцы объединились в единую нацию. Под общим наименование исавров они совершали дальние набеги, разграбляя процветающие города, а их предводитель Требеллиан даже претендовал на титул римского императора.
Хотя Требеллиан и был убит, исавры не были укрощены. Некоторые успехи были достигнуты императором Пробом.
В начале IV века, в ходе административной реформы Диоклетиана, Киликия и Писидия были отделены от Исаврии, получившей в качестве компенсации восточную часть Памфилии. В конце того же века описание исавров дал Аммиан Марцеллин.

### Византийский период
В период с V по VIII века исавры несколько раз занимали византийский престол. В первый раз, после смерти Льва I в 474 году императором сделался его шестилетний внук Лев II, который умер в том же году, успев объявить соимператором своего отца Зинона, исавра по происхождению. После воцарения Зинона дикие исавры получили в столице преобладающее значение, занимая лучшие места и ответственные должности. Зинон, увидев, что среди его соплеменников были люди, поднявшие против него восстание, решительно выступил против повстанцев и подавил мятеж в самой горной Исаврии, где велел срыть большую часть укреплений. Исаврийское влияние в столице продолжалось до самой смерти Зинона.
Вдова Зинона Ариадна отдала свою руку престарелому Анастасию I, занимавшему довольно скромную придворную должность силенциария. Одной из первых проблем, с которой столкнулся новый император было преобладающее влияние исавров, раздражавшее население столицы. Когда же после смерти Зинона среди исавров обнаружилось движение против нового императора, Анастасий быстро изгнал их из столицы, конфисковав имущество и лишив должностей, а затем в упорной шестилетней войне с исаврами окончательно смирил их уже в самой Исаврии. Многие из исавров были переселены во Фракию.
В 695—698 годах империей управлял Леонтий, военный лидер исаврийского происхождения, а в 717—802 годах так называемая Исаврийская династия, происхождение которой из Исаврии подвергается сомнению.

## Исследования на данной местности
В данной области находят развалины городов и их укреплений, из которых наиболее примечательны руины Старой Исавры. От Новой Исавры следов практически не осталось. Американский археолог Джон Стерретт производил там исследования, однако они не были исчерпывающими. Место поселения было идентифицировано в 1901 году шотландским археологом Уильямом Рамзаем. Рамзай обнаружил более 50 надписей и большое количество могил, относящихся к периоду с III по V века.